# Pont-à-Mousson
Pont-à-Mousson és un municipi francès situat al departament de Meurthe i Mosel·la i a la regió del Gran Est. L'any 2007 tenia 14.065 habitants.

## Demografia

### Població
El 2007 la població de fet de Pont-à-Mousson era de 14.065 persones. Hi havia 5.689 famílies, de les quals 1.890 eren unipersonals (761 homes vivint sols i 1.129 dones vivint soles), 1.521 parelles sense fills, 1.670 parelles amb fills i 608 famílies monoparentals amb fills.
La població ha evolucionat segons el següent gràfic:
Habitants censats

### Habitatges
El 2007 hi havia 6.683 habitatges, 5.834 eren l'habitatge principal de la família, 38 eren segones residències i 811 estaven desocupats. 2.956 eren cases i 3.673 eren apartaments. Dels 5.834 habitatges principals, 2.758 estaven ocupats pels seus propietaris, 2.949 estaven llogats i ocupats pels llogaters i 127 estaven cedits a títol gratuït; 242 tenien una cambra, 635 en tenien dues, 1.190 en tenien tres, 1.549 en tenien quatre i 2.218 en tenien cinc o més. 2.992 habitatges disposaven pel capbaix d'una plaça de pàrquing. A 2.946 habitatges hi havia un automòbil i a 1.723 n'hi havia dos o més.

### Piràmide de població
La piràmide de població per edats i sexe el 2009 era:
| Homes | Edats   | Dones |
| ----- | ------- | ----- |
| 0     | 95 o +  | 16    |
| 52    | 90 a 94 | 76    |
| 44    | 85 a 89 | 112   |
| 80    | 80 a 84 | 124   |
| 176   | 75 a 79 | 280   |
| 268   | 70 a 74 | 344   |
| 276   | 65 a 69 | 328   |
| 304   | 60 a 64 | 312   |
| 308   | 55 a 59 | 248   |
| 520   | 50 a 54 | 416   |
| 556   | 45 a 49 | 508   |
| 440   | 40 a 44 | 544   |
| 536   | 35 a 39 | 516   |
| 536   | 30 a 34 | 596   |
| 553   | 25 a 29 | 440   |
| 553   | 20 a 24 | 516   |
| 558   | 15 a 19 | 608   |
| 521   | 10 a 14 | 532   |
| 536   | 5 a 9   | 420   |
| 452   | 0 a 4   | 376   |

## Economia
El 2007 la població en edat de treballar era de 9.377 persones, 6.589 eren actives i 2.788 eren inactives. De les 6.589 persones actives 5.698 estaven ocupades (3.204 homes i 2.494 dones) i 893 estaven aturades (419 homes i 474 dones). De les 2.788 persones inactives 768 estaven jubilades, 975 estaven estudiant i 1.045 estaven classificades com a «altres inactius».

### Ingressos
El 2009 a Pont-à-Mousson hi havia 6.061 unitats fiscals que integraven 14.473,5 persones, la mediana anual d'ingressos fiscals per persona era de 16.438 €.

### Activitats econòmiques
Dels 773 establiments que hi havia el 2007, 15 eren d'empreses extractives, 20 d'empreses alimentàries, 3 d'empreses de fabricació de material elèctric, 22 d'empreses de fabricació d'altres productes industrials, 60 d'empreses de construcció, 211 d'empreses de comerç i reparació d'automòbils, 19 d'empreses de transport, 74 d'empreses d'hostatgeria i restauració, 11 d'empreses d'informació i comunicació, 45 d'empreses financeres, 39 d'empreses immobiliàries, 70 d'empreses de serveis, 129 d'entitats de l'administració pública i 55 d'empreses classificades com a «altres activitats de serveis».
Dels 186 establiments de servei als particulars que hi havia el 2009, 1 era una comissaria de policia, 2 oficines d'administració d'Hisenda pública, 3 oficines del servei públic d'ocupació, 1 gendarmeria, 2 oficines de correu, 10 oficines bancàries, 5 funeràries, 13 tallers de reparació d'automòbils i de material agrícola, 3 tallers d'inspecció tècnica de vehicles, 6 autoescoles, 18 paletes, 12 guixaires pintors, 4 fusteries, 9 lampisteries, 3 electricistes, 5 empreses de construcció, 17 perruqueries, 3 veterinaris, 7 agències de treball temporal, 39 restaurants, 14 agències immobiliàries, 2 tintoreries i 7 salons de bellesa.
Dels 107 establiments comercials que hi havia el 2009, 1 era, 7 supermercats, 5 grans superfícies de material de bricolatge, 1 una gran superfície de material de bricolatge, 3 botiges de menys de 120 m², 12 fleques, 12 carnisseries, 1 una carnisseria, 7 llibreries, 24 botigues de roba, 1 una botiga de roba, 6 sabateries, 4 botigues d'electrodomèstics, 2 botigues de mobles, 5 botigues de material esportiu, 2 drogueries, 6 perfumeries, 3 joieries i 5 floristeries.
L'any 2000 a Pont-à-Mousson hi havia 11 explotacions agrícoles que ocupaven un total de 224 hectàrees.

## Equipaments sanitaris i escolars
El 2009 hi havia 1 hospital de tractaments de curta durada, 1 hospital de tractaments de mitja durada (seguiment i rehabilitació, 2 psiquiàtrics, 1 centre d'urgències, 1 centre de salut, 6 farmàcies i 3 ambulàncies.
El 2009 hi havia 7 escoles maternals i 7 escoles elementals. A Pont-à-Mousson hi havia 2 col·legis d'educació secundària, 2 liceus d'ensenyament general i 1 liceu tecnològic. Als col·legis d'educació secundària hi havia 932 alumnes, als liceus d'ensenyament general n'hi havia 1.314 i als liceus tecnològics 324.

## Poblacions més properes
El següent diagrama mostra les poblacions més properes.